# Egira dolosa
Egira dolosa là một loài bướm đêm trong họ Noctuidae.